# Güven Kıraç

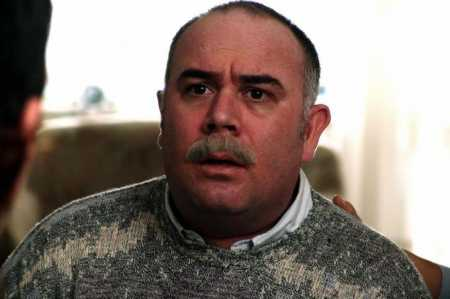
Güven Kıraç

Güven Kıraç (* 5. April 1960 in Istanbul) ist ein türkischer Schauspieler.

## Filmografie
- 1997: Masumiyet
- 1999: Salkım Hanımın Taneleri
- 1999: Duruşma
- 2004: Karagöz ile Hacivat Neden Öldürüldü
- 2004: Gegen die Wand
- 2004: Kebab Connection
- 2005: Erzähl Istanbul
- 2005: Gönül Yarası - Verwundete Seele
- 2006: Das Netz 2.0
- 2006: Takva – Gottesfurcht
- 2006: Die Prüfung
- 2006: Hinrichtung der Schatten
- 2008: Kirpi
- 2010: 180°